# زیرگویش
زیرگویش در زبان‌شناسی دسته‌ای است که میان گویش و گویش فردی قرار دارد. زیرگویش‌ها زیرگروه‌های نخستین گویش‌ها هستند. سپس زیرگویش‌ها به گویش‌های فردی تقسیم می‌شوند. معمولاً زیرگویش‌های یک گویش بسیار به هم نزدیکند و فقط در تلفظ و واژگان محلی خاصی با هم تفاوت دارند.
در برخی زبان‌ها برای گونه‌های کوچک زبان واژه خاصی وجود دارد: روسی: говор govor، رومانیایی: grai، لهستانی: gwara.